# Ailuronyx trachygaster
Ailuronyx trachygaster är en ödleart som beskrevs av André Marie Constant Duméril 1851. Arten ingår i släktet Ailuronyx och familjen geckoödlor. IUCN kategoriserar Ailuronyx trachygaster globalt som sårbar.

## Utbredning
Arten finns bara på Seychellerna, där den lever på de två öarna Silhouette och Praslin. Ailuronyx trachygaster kan hittas från 150 upp till 250 meter över havet.

## Levnadssätt
Arten är trädlevande, och förekommer oftast i lövtaket i tropiska skogar med ett lövtak högre än 15 meter. Ailuronyx trachygaster förekommer inte i skadade livsmiljöer.
De ödlor som lever på Praslin livnär sig främst på nektar och pollen från dubbelkokosnötspalmen.